# ألينتيخو
الينتيخو (النطق بالبرتغالية: [ɐlẽtɛʒu]) هي المنطقة الجنوبية الوسطى من البرتغال. اسمها في الأصل، "Além - Tejo"، تترجم حرفيا إلى «ما وراء التاجة» أو «عبر التاجة». يفصلها نهر التاجة عن بقية البرتغال. مدنها الرئيسية هي يابرة (عاصمة المنطقة)، سانتاريم، بورتاليغر، باجة ووسينيس.